# Хор Радио-телевизије Србије
| Хор РТС          |                               |
|                  |                               |
|                  |                               |
| Врста:           | Државна установа              |
| Основан:         | 1939.                         |
| Седиште:         | Таковска 10 · Београд Србија  |
| Диригент:        | Бојан Суђић                   |
| Веб презентација | http://mp.rts.rs/ansambli/hor |

Хор РТС или у пуном називу Хор Радио телевизије Србије један је од ансамбала Музичке продукције РТС и једини професионални ансамбл оваквог типа у Србији, који активно делује у правцу очувања и афирмације националне културне баштине више од осам деценија.
Од свог оснивања 1939. године до дана анасамбал је са мањим прекидима континуирано деловао у ратним и поратним условима и непрестано не само популарисао музику домаћих стваралаца већ и за будућа покољења архивирао звучне записе са њиховог наступа, који се данас чувају у Звучном архиву Радио Београда.

## Историја
Хор РТС основан је 1939. године у оквиру тадашњег Радио Београда, на челу са шефом хора и диригентом Миланом Бајшанским. Циљ његовог оснивања био је да усмери програмску стратегију у правцу афирмисања домаће музичке баштине, као и значајних остварења светске хорске литературе и вокално-инструменталних дела.
Рад хора привремено је прекинут када је Радио Беогард престао са емитовањем 6. априла 1941, током бомбардовања Београда. Током окупације Београда, Радио Београд је постао радио-станица немачке војске под именом Soldatensender Belgrad (Војнички радио Београд) на истој фреквенцији.
По завршетку Другог светског рата, Радио Београд је постепено постао најутицајнија радио-станица у Србији и бившој Југославији, ау оквиру ње све више је интензивирана и активност хора. 
Од оснивања до дана хор је неговао и чувао своју традицију ансамбла вредног пажње све до данашњих дана. У том раду који траје више од осам деценија посебно су се истакли шефови-диригенти:
- Милан Бајшански, први диригент хора Радио Београда хорa Радио-Београда II, којима је једно време дириговао,[2]
- Боривоје Симић, шеф и диригент хора од 1948. године.[4]
- Младен Јагушт, шеф и диригент хора од 1. јула 1966. до 31. децембра 1970. године,[5]
- Владимир Крањчевић, диригент у музичкој продукцији РТБ-а од 1988. до -1991. године
- Бојан Суђић, од 1985. асистент диригента Хора и Симфонијског оркестра Радио телевизије Србије, а од 1992. и стални диригент истих ансамбала.[6]

Кроз историју Хор је наступао са многим истакнутим диригентским именима и солистима. Учествовао је на свим значајним музичким фестивалима у Југославији и Србији, а остварио је и успешне турнеје по Пољској, Чехословачкој, Мађарској, Румунији, Бугарској, Турској, Енглеској, Француској, Немачкој, Аустрији, Швајцарској, Шпанији, Италији, Грчкој, Русији и Швајцарској.

## Репертоар
Репертоар хора РТС обухвата значајна дела хорске литературе, комплексне партитуре вокално–инструменталне и оперске музике, а негује и музику популарних жанрова домаће и иностране литературе. У својој историји премијерно је извео многа дела истакнутих савремених домаћих стваралаца различитих генерација, од којих су му нека и посвећена. На програму се налази и оперска и оперетска литература, као и музика популарних жанрова. Хор је активно присутан на концертним подијумима, у медијима и у оквиру значајних друштвених догађаја, позиционирајући се као престижни извођачки апарат спреман за највише уметничке домете.
Репертоар се и даље проширује у виду сарадње са другим ансамблима Музичке продукције РТС.

## Признања
Хор РТС добитник је многих признања, међу којима су најзначајнија:
- 1982. - „Октобарска награда града Београда“ ,
- 1989. - „Златни беочуг“ за унапређење културе и уметности града Београда,
- 2007. - „Златни беочуг“ за трајни допринос култури главног града,
- 2014. - „Музика Класика“ за концерт године
- 2019. - „Сретењски орден трећег степена“, за постигнуте резултате у културним делатностима у 80 година рада